# Il soldato sconosciuto
Il soldato sconosciuto (Tuntematon sotilas) è un film del 1955 diretto da Edvin Laine.
Il soggetto è tratto dal romanzo Tuntematon sotilas pubblicato dallo scrittore finlandese Väinö Linna l'anno precedente e uscito in Italia col titolo Croci in Carelia.
Ad oggi rappresenta il film finlandese di maggior successo in termini di incassi.
Nel 1956 è stato presentato alla 6ª edizione del Festival di Berlino ed ha ottenuto sei premi Jussi, i maggiori riconoscimenti attribuiti all'industria cinematografica finlandese.
Del film sono stati girati due remake, uno nel 1985 diretto da Rauni Mollberg e uno nel 2017 diretto da Aku Louhimies, oltre a un film per la televisione nel 2009.

## Trama
Ambientato nell'estate del 1941, il film segue le vicende di un gruppo di reclute finlandesi impegnate nella guerra di continuazione, dopo l'attacco subìto da parte dell'Unione Sovietica. Inviati in prima linea, i giovani e inesperti soldati affronteranno le atrocità della guerra e saranno costretti a familiarizzare con la morte. Solo pochi di loro riusciranno a muoversi attraverso il confine e a raggiungere infine il lago Onega.

## Produzione
Subito dopo la pubblicazione del romanzo di Väinö Linna, il produttore Mauno Mäkelä della Fennada-Filmi tentò di aggiudicarsi i diritti per realizzare il film. Il regista Edvin Laine, che all'epoca lavorava per la Suomen Filmiteollisuus, lesse il romanzo e ne rimase colpito al punto da precipitarsi a Tampere per incontrare lo scrittore e invalidare l'opzione. Il regista promise a Linna una cifra superiore a quella offerta da Mäkelä per i diritti, sebbene non avesse ricevuto nessuna autorizzazione.
Il film venne girato nella Finlandia meridionale, in gran parte nella regione dell'Uusimaa (Hanko, Nurmijärvi, Sipoo, Tuusula) e nella Carelia meridionale (Luumäki, Imatra, Ruokolahti). La città di Imatra in particolare si rivelò una location piuttosto realistica, dal momento che i danni creati da una tempesta che si era abbattuta subito prima delle riprese l'avevano resa in qualche modo simile ad uno scenario di guerra.
Molti filmati autentici relativi alla guerra di continuazione vennero usati nel film. Osmo Harkimo e Armas Vallasvuo, premiati con il Jussi per il miglior montaggio, riuscirono a unirli alle riprese in modo tale che spesso risulta quasi impossibile distinguere le sequenze di finzione da quelle di repertorio.
Il produttore T.J. Särkkä, che aveva previsto di girare il film a colori, si convinse a ripiegare sul bianco e nero a causa dei costi eccessivi. All'epoca Il soldato sconosciuto risultò in ogni caso il film finlandese più costoso di sempre.

### Cast
La maggior parte degli attori interpreti delle giovani reclute aveva in realtà 10-15 anni in più rispetto ai rispettivi personaggi. Il più giovani di questi, il ventenne Veli-Matti Kaitala, era stato un attore molto popolare da bambino negli anni quaranta e il ruolo di Hauhia ha rappresentato la sua unica interpretazione da adulto.
Åke Lindman ricevette il premio Jussi come miglior attore per il ruolo dello scontroso e irascibile Lehto. A quanto pare, stanco dei ruoli di cattivo interpretati nei film precedenti, Lindman si era inizialmente proposto per quello del tranquillo e riservato tenente Koskela, il personaggio più "virtuoso" del film.
L'attore Topi Kankainen, inizialmente scelto per interpretare Rokka, fu relegato poi al ruolo minore del soldato Korpela. Per lo stesso ruolo, interpretato nel film da Reino Tolvanen, vennero considerati anche gli attori Spede Pasanen, Heimo Lepistö e Leo Lastumäki.

## Distribuzione e accoglienza
Il film venne distribuito in Finlandia a partire dal 23 dicembre 1955. In seguito uscì in oltre 40 Paesi, più di qualsiasi altro film finlandese, inclusa la Russia dove è stato distribuito solo nel 2003 riscuotendo una buona accoglienza.

### Date di uscita
- Finlandia (Tuntematon sotilas) - 23 dicembre 1955
- Svezia (Okänd soldat) - 14 gennaio 1956
- Danimarca (Den ukendte soldat) - 20 febbraio 1956
- Francia (Soldats inconnus) - 5 luglio 1956
- Germania Ovest (Der unbekannte Soldat) - 19 ottobre 1956
- Messico (El soldado desconocido) - 18 marzo 1965
- Russia (Неизвестный солдат) - 12 gennaio 2003

## Riconoscimenti
- 1956 - Festival internazionale del cinema di Berlino
  - Premio OCIC a Edvin Laine
- 1956 - Jussi
  - Miglior attore ex aequo a Åke Lindman e Veikko Sinisalo
  - Miglior regista a Edvin Laine
  - Miglior sceneggiatura a Juha Nevalainen
  - Miglior produttore a T.J. Särkkä
  - Miglior montaggio a Armas Vallasvuo e Osmo Harkimo
- 1959 - BAFTA Awards
  - Nomination UN Award